# Wildey
A Wildey é uma pistola de ação dupla/ação simples operada a gás projetada por Wildey J. Moore. Ela foi projetada para disparar vários cartuchos proprietários de alta pressão, incluindo o .45 Winchester Magnum e o .475 Wildey Magnum. Elas estão sendo produzidos atualmente pela USA Firearms Corp.-Wildey Guns de Winsted, Connecticut.

## Mecanismo de ação
A Wildey foi projetada para ser uma arma de caça. A pistola é construída para suportar pressões de culatra de mais de 48.000 PSI associadas às linhas de cartuchos patenteados da Moore. A Wildey foi a primeira pistola semiautomática de ação dupla operada a gás.
A Wildey emprega uma operação de gás exclusiva de curso curto, que permite que a pistola seja adaptada para disparar vários cartuchos de alta pressão, desde o 9mm Winchester Magnum até o .475 Wildey Magnum. Moore descreveu o sistema de gás patenteado por Wildey como um "pistão ar-hidráulico movido pelos gases que disparam através de seis pequenos orifícios no cano. Este pistão força o deslizamento para trás, iniciando o ciclo da pistola". Uma outra vantagem do sistema operado a gás da Wildey é que ele permite a operação confiável de cargas pesadas e leves para cada tipo de cartucho, ajustando manualmente a válvula reguladora de gás para ajustar o sistema para diferentes cargas. A válvula é ajustada girando o colar regulador de gás na base do cano. Outra vantagem de um sistema operado a gás é que ele geralmente reduz o recuo sentido.

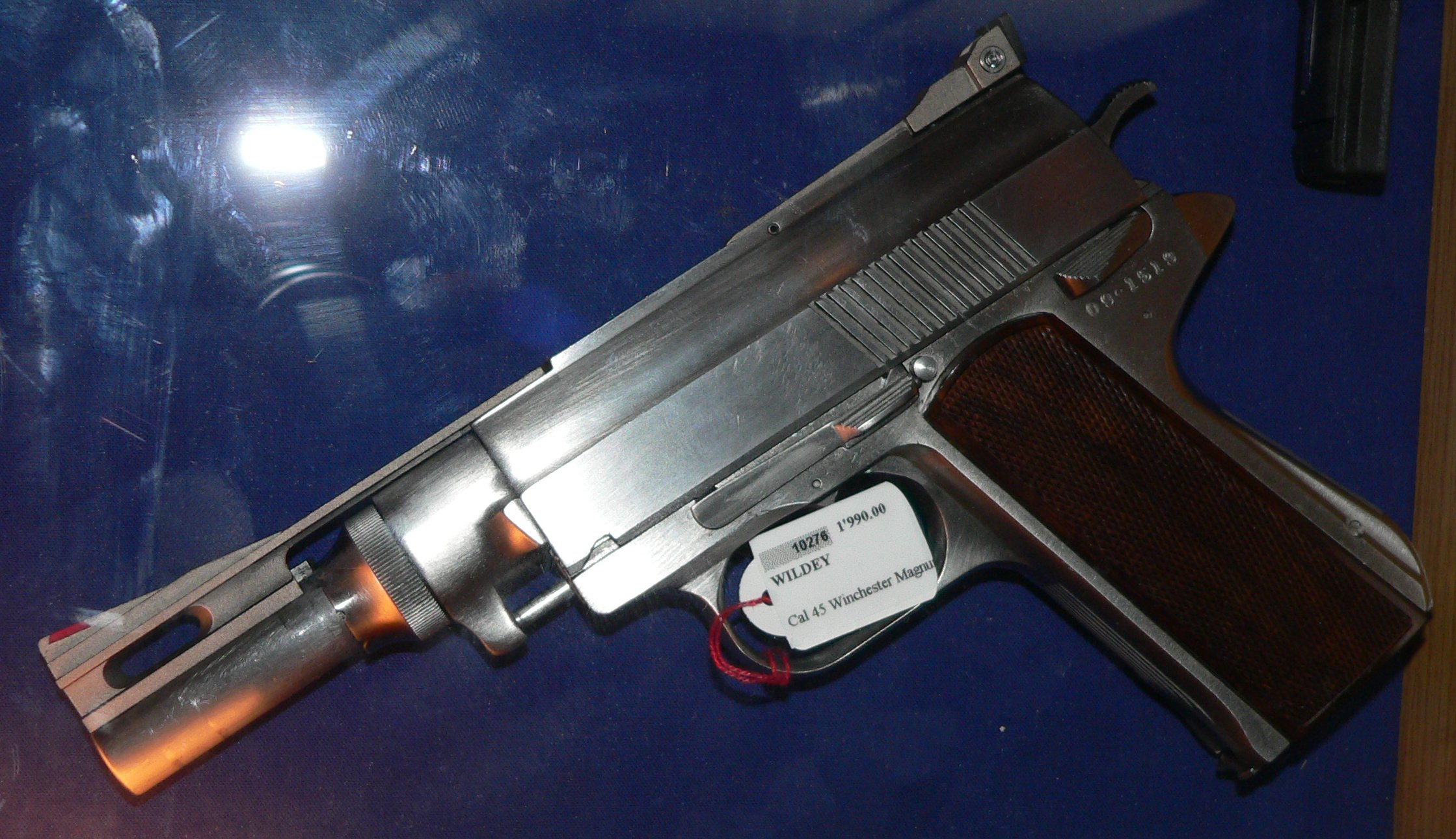
Uma pistola Wildey em .45 Winchester Magnum.

A Wildey usa um design de ferrolho rotativo de três guias e cano fixo. O ferrolho trava na extensão da parte traseira do cano. O ferrolho está ligado à corrediça ("slide") por meio de suas guias. Quando o cartucho é disparado, o pistão é forçado contra o slide. O slide retrátil pega a guia do ferrolho estendido que faz com que o ferrolho gire e abra. O cartucho deflagrado é ejetado pelo ferrolho através da porta de ejeção do slide retrátil. O design de cano fixo é considerado por alguns como o responsável por promover maior precisão em relação às pistolas projetadas em torno de um design de cano articulado. A Wildey pode ser usada tanto como uma pistola de tiro único quanto como uma pistola de carregamento automático.
Todas as pistolas apresentam canos com nervuras ventiladas e armações angulares semelhantes às dos designs Colt M1911, mas consideravelmente maiores. As pistolas aceitam acessórios de mira que são montados sobre as nervuras do cano. A pistola usa um carregador monofilar, e uma alavanca de liberação de carregador montada na base do carregador, na parte inferior da carcaça da mola principal, um tipo de trava que historicamente tem sido popular em muitas armas europeias como a SIG P210, a Walther TPH e a FN 1910. A Wildey possui uma alavanca de auto-reset do cão montado no quadro que irá desengatilhar o cão com segurança. A pistola também incorpora uma série de recursos de segurança, incluindo um bloqueio de pino de disparo, bloqueio de gatilho e um pino de disparo com retorno.
A Wildey permite a conversões de calibre e cano simplesmente instalando um novo conjunto de cano no conjunto original de quadro e slide. Sempre que as conversões de calibre e cano são feitas, o regulador de gás precisa ser ajustado para permitir que a pistola funcione de forma confiável.
O aço inoxidável é usado em todas as partes principais da pistola, incluindo a estrutura, a corrediça e o cano. A pistola era oferecida em quatro modelos: "Survivor", "Survivor Guardsman", "Hunter e "Hunter Guardsman". O modelo "Survivor" vinha em aço inoxidável brilhante com acabamento de alto brilho, enquanto o modelo "Hunter" estava disponível em acabamento fosco. O modelo "Guardsman" tem um guarda-mato quadrado em vez do arredondado encontrado nos demais modelos.

## Variações
A pistola Wildey é amplamente personalizável, desde alterações no comprimento do cano até conversões de calibre. De acordo com a Wildey F.A., as conversões de cano e calibre podem ser feitas substituindo o conjunto do cano. A pistola está disponível com mecanismos de gatilho de ação simples ou dupla.
Os canos estão atualmente disponíveis em comprimentos de 8 pol. (203 mm), 10 pol. (254 mm) ou 12 pol. (305 mm). Outros comprimentos de 5 pol. (127 mm), 6 pol. (152 mm), 7 pol. (178 mm) e 14 pol. (356 mm) foram descontinuados. As trocas do cano podem ser realizadas por meio de afrouxamento do mandril de retenção do cano, substituindo o cano e reapertando o mandril. A pistola está atualmente disponível em .45 Winchester Magnum e .475 Wildey Magnum, com a .44 Auto Mag voltando à produção em breve. Calibres produzidos anteriormente pela Wildey, que foram descontinuados, incluem o .45 Wildey Magnum, o 9mm Winchester Magnum, o .357 Wildey Magnum (também conhecido como ".357 Peterbuilt"), o .41 Wildey Magnum e o .44 Wildey Magnum. Existem algumas fontes que mencionam calibres ".30 Wildey Magnum" e ".50 Wildey Magnum", mas nenhum manual da empresa ou outra literatura sobre armas de fogo lista esses cartuchos.
A Wildey F.A. fabricou uma pistola "pin gun" para tiro ao pato que possui um cano de 5 pol. (127 mm) com compensadores para permitir disparos de acompanhamento rápidos, reduzindo o tempo de recuperação. Uma versão de silhueta metálica da pistola também estava disponível com uma coronha de madeira e um cano de 18 pol. (457 mm). Uma versão carabina da pistola Wildey foi oferecida, semelhante à "Wildey Silhouette Pistol", mas também apresentava uma coronha de ombro removível.
Todas as Wildeys têm miras traseiras ajustáveis e inserções de lâmina frontal removíveis (alta e baixa). As lâminas frontais são intercambiáveis e estão disponíveis em três cores: vermelho, laranja e preto. Não são necessárias ferramentas especiais para desmontar ou remontar qualquer uma das quatro configurações do Wildey.

## Wildey F.A., Inc.

### Status de produção
Problemas de saúde do fundador Wildey J. Moore, juntamente com uma série de litígios com o principal acionista da empresa na época, fizeram com que a produção de produtos para armas de fogo na Wildey Fire Arms, Inc. em Warren, Connecticut fosse suspensa em 2011.
Em agosto de 2015, a USA Firearms Corporation de Winsted, Connecticut anunciou que os modelos Wildey Survivor serão mais uma vez produzidos junto com peças e munições.
A produção de armas de fogo e acessórios começou em 2016, e os pedidos dos clientes para os novos modelos Wildey Survivor começaram em 3 de fevereiro de 2017.
Anteriormente, a Wildey já tinha locais de produção em Cheshire, Connecticut e New Milford, Connecticut.

## Na cultura popular
A arma de fogo foi parte integrante de um grande número de cenas do filme "Death Wish 3" com Charles Bronson; na realidade, era a pistola pessoal de Bronson. A divulgação no filme é creditada com o aumento das vendas da Wildey o suficiente para resgatar a empresa de um quase colapso e falência. O fundador Wildey J. Moore disse que "toda vez que Death Wish 3 vai ao ar na TV a cabo, as vendas aumentam".
A Wildey também é apresentada no videogame "Resident Evil Village" de 2021 como a "S.T.A.K.E.".